# Волынец, Михаил Яковлевич
Михаил Яковлевич Волынец (30 октября 1956, Новоживотов,  Винницкая область) — украинский профсоюзный и политический деятель, председатель Независимого профсоюза горняков Украины (НПГУ, с 1995 года) и Конфедерации свободных профсоюзов Украины (КВПУ, с 1997 года). Участник забастовочного рабочего движения с 1989 года. Народный депутат Верховной Рады Украины от партии «Батькивщина»/БЮТ 4-го, 5-го (№ 14 в списке) и 9-го (№ 20) созывов. Беспартийный.

## Биография
Образование: высшее. Окончил Красноармейский филиал ДПИ (КИИ ДонНТУ).
- 1974—1975 — студент горного ПТУ, г. Димитров Донецкой области;
- 1975—1977 — служба в армии;
- 1977—1983 — электрослесарь-подземщик; горный мастер; помощник начальника участка; начальник участка шахты им. Стаханова ПО «Красноармейскуголь»;
- 1985—1991 — председатель профкома шахты им. Стаханова;
- 1991—1992 — председатель Межрегионального объединения Независимого профсоюза горняков;
- с февраля 1995 — председатель Независимого профсоюза горняков Украины; председатель Конфедерации свободных профсоюзов Украины;
- апрель 2002 — май 2006 — народный депутат Верховной Рады Украины 4-го созыва (от блока Ю. Тимошенко, № 14). Член Комитета по вопросам топливно-энергетического комплекса, ядерной политики и ядерной безопасности (с июня 2002). Член фракции БЮТ (с мая 2002);
- с мая 2006 — народный депутат Верховной Рады Украины 5-го созыва (от БЮТ № 14). Заместитель председателя Комитета по вопросам топливно-энергетического комплекса, ядерной политики и ядерной безопасности (с июля 2006). Член фракции БЮТ (с мая 2006).

## Награды
- Знак «Шахтёрская слава» III, II ст.;
- Лауреат премии Джорджа Мини и Лена Киркленда (2005);
- Орден «За заслуги» III ст. (январь 2007)[1].

## Семья
Супруга Юлия Николаевна, сын Андрей (1979), дочь София (1984)